# 배연주
배연주(裵延姝, 1990년 10월 26일 - )는 대한민국의 여자 배드민턴 선수이다. 인천국제공항 스카이몬스 배드민턴단 소속이다. 2012년 제30회 런던 올림픽에 대한민국 국가 대표로 참가했다. 배연주는 2006년 세계 청소년 배드민턴 선수권 대회 여자 단식 4강에 오르며 국제적인 주목을 받기 시작했다.

## 경력
- 2017- 인천국제공항 스카이몬스 배드민턴단
- 2016 제31회 리우데자네이루 올림픽 여자 배드민턴 국가대표
- 2014 제17회 인천 아시안게임 여자 배드민턴 국가대표
- 2012 제30회 런던 올림픽 여자 배드민턴 국가대표
- 2009-2017 KGC인삼공사 배드민턴단
- 2010 제16회 광저우 아시안게임 여자 배드민턴 국가대표
- 2006-2008 대한민국 배드민턴 주니어대표

## 수상
- 2019 전국 가을철 종별 배드민턴 선수권 대회 여자 일반부 단식 3위
- 2019 제 62회 전국 여름철 종별 배드민턴 선수권 대회 여자 일반부 단체 1위
- 2018 전국실업대항 배드민턴 선수권 대회 여자 일반부 단식 2위
- 2018 제 61회 전국 여름에 종별 배드민턴 선수권 대회 여자 일반부 단식 3위
- 2018 제 61회 전국 여름에 종별 배드민턴 선수권 대회 여자 일반부 단체 2위
- 2017 인천공항 배드민턴 코리안리그 여자 실업부 단체전 우승
- 2017 전국 가을철 종별 배드민턴 선수권 대회 여자 일반부 단식 1위
- 2017 제 58회 전국 여름에 종별 배드민턴 선수권 대회 여자 일반부 단체 2위
- 2017 전국 봄철 종별 배드민턴 리그전 여자 일반부 단체 준우승
- 2016 제 97회 전국체육대회 여자 일반부 단체 3위
- 2016 제 26회 세계 여자 단체 배드민턴 선수권 대회(Uber Cup) 단체 준우승
- 2016 인도 오픈 배드민턴 슈퍼시리즈 여자 단식 3위
- 2016 뉴질랜드 오픈 배드민턴 그랑프리 골드 여자 단식 3위
- 2016 아시아 남·여 단체 배드민턴 선수권 대회 여자 단체 3위
- 2015 멕시코 오픈 배드민턴 그랑프리 여자 단식 준우승
- 2015 전주 빅터 코리아 마스터즈 배드민턴 그랑프리 골드 여자 단식 3위
- 2015 제 96회 전국체육대회 여자 일반부 단체 2위
- 2015 제 58회 전국 여름에 종별 배드민턴 선수권 대회 여자 일반부 단식 1위
- 2015 제 58회 전국 여름에 종별 배드민턴 선수권 대회 여자 일반부 단체 3위
- 2015 호주 오픈 배드민턴 슈퍼 시리즈 여자 단식 3위
- 2015 제 14회 세계 혼합단체 배드민턴 선수권 대회 단체 3위
- 2015 전국 봄철 종별 배드민턴 리그전 여자 일반부 단체 3위
- 2014 제 17회 인천 아시안게임 배드민턴 여자 단식 동메달
- 2014 제 17회 인천 아시안게임 배드민턴 여자단체전 은메달
- 2014 중국 오픈 배드민턴 슈퍼 시리즈 프리미어 여자 단식 3위
- 2014 제 95회 전국체육대회 여자 일반부 단체 1위
- 2014 제 25회 세계 여자 단체 배드민턴 선수권 대회(Uber Cup) 단체 3위
- 2014 제 57회 전국 여름에 종별 배드민턴 선수권 대회 여자 일반부 단체 3위
- 2014 전국 봄철 종별 배드민턴 리그전 여자 일반부 단체 3위
- 2014 말레이시아 오픈 배드민턴 슈퍼 시리즈 프리미어 여자 단식 3위
- 2013 세계배드민턴연맹(BWF) 배드민턴 슈퍼 시리즈 마스터즈 파이널 여자 단식 3위
- 2013 제 2회 한국실업연맹 회장기 실업 배드민턴 선수권 대회 여자 단체 2위
- 2013 프랑스 오픈 배드민턴 슈퍼 시리즈 여자 단식 3위
- 2013 제 94회 전국체육대회 여자 일반부 단체 1위
- 2013 전주빅터 코리아그랑프리골드 국제배드민턴선수권대회 여자 단식 우승
- 2013 세계 개인배드민턴선수권 여자단식 동메달
- 2013 제56회 전국 여름에 종별 배드민턴 선수권 대회 여자 일반부 단식 금메달, 여자 일반부 단체 3위
- 2013 세계 혼합단체 배드민턴 선수권 대회 단체 준우승
- 2013 전국 봄철 실업 배드민턴 리그전 여자 일반부 단체 3위
- 2013 말레이시아 오픈 배드민턴 슈퍼 시리즈 여자 단식 3위
- 2012 제 1회 한국실업연맹 회장기 실업 배드민턴 선수권 대회 여자 단체 2위
- 2012 제 93회 전국체육대회 여자 일반부 단체 1위
- 2012 전국 가을철 실업 배드민턴 선수권 대회 여자 일반부 단체1위, 여자 일반부 단식 1위
- 2012 제 24회 세계 여자 단체 배드민턴 선수권 대회(Uber Cup) 단체 준우승
- 2012 호주오픈 배드민턴 그랑프리 골드대회 여자단식 준우승
- 2012 전국 봄철 종별 배드민턴 리그전 여자 일반부 단체 1위
- 2012 빅터 코리아 오픈 배드민턴 슈퍼 시리즈 프리미어 여자 단식 3위
- 2011 제 92회 전국체육대회 여자 일반부 단체 3위
- 2011 대만 오픈 배드민턴 그랑프리 골드 여자 단식 3위
- 2011 제 12회 세계 혼합 단체 배드민턴 선수권 대회 혼합단체 3위
- 2011 말레이시아 오픈 배드민턴 그랑프리 골드 여자 단식 3위
- 2011 인디아 오픈 슈퍼 시리즈 여자 단식 준우승
- 2011 전국 봄철 종별 배드민턴 리그전 여자 일반부 단체 2위
- 2011 스위스 오픈 그랑프리 골드 여자 단식 3위
- 2011 2010 세계배드민턴연맹(BWF) 슈퍼시리즈 파이널 여자 단식 준우승
- 2010 2009 대한배드민턴협회 우수선수상
- 2010 제 16회 광저우 아시안게임 배드민턴 여자단체전 동메달
- 2010 제 91회 전국체육대회 여자 일반부 단체 2위
- 2010 대만 오픈 배드민턴 골드 그랑프리 여자 단식 3위
- 2010 싱가포르 오픈 슈퍼 시리즈 여자 단식 3위
- 2010 제 23회 세계 여자 단체 배드민턴 선수권 대회(Uber Cup) 단체 우승
- 2010 제 53회 전국 여름철 종별 배드민턴 선수권 대회 여자 일반부 단체 2위
- 2010 전국 봄철 종별 리그전 여자 일반부 단체 1위
- 2010 스위스 오픈 슈퍼 시리즈 여자 단식 3위
- 2010 말레이시아 오픈 배드민턴 슈퍼시리즈 여자 단식 준우승
- 2009 한국 배드민턴 최강전 여자 단식 우승
- 2009 화순 코리아챌린지 국제배드민턴선수권대회 여자 단식 우승
- 2009 제 90회 전국체육대회 여자 일반부 단체 1위
- 2009 싱가포르 세트라잇배드민턴선수권대회 여자 단식 우승
- 2009 제 52회 전국여름철종별 배드민턴 선수권 대회 여자 일반부 단체 2위
- 2008 여수 코리아 챌린지 국제 배드민턴 선수권 대회 여자 단식 준우승
- 2008 세계 주니어 선수권 혼합단체 2위
- 2008 제 89회 전국체육대회 여자 고등부 단체 1위, 여자 고등부 단식 1위
- 2008 수라바야챌린지 배드민턴 선수권 대회 여자 단식 우승
- 2008 전국 가을철 종별 배드민턴 선수권 대회 여자 고등부 단체 1위
- 2008 전국 가을철 중.고 배드민턴 선수권 대회 여자 고등부 단체 1위
- 2008 제 51회 전국 여름철 종별 선수권 대회 여자 고등부 단체 1위
- 2008 아시아 주니어 선수권 혼합단체 2위
- 2008 아시아 주니어 선수권 여자단식 3위
- 2008 제 22회 세계 여자 단체 배드민턴 선수권(Uber Cup) 단체 3위
- 2008 오사카 챌린지배드민턴선수권대회 여자 단식 3위
- 2007 제 88회 전국체육대회 여자 고등부 단체 1위, 여자 고등부 단식 1위
- 2007 세계주니어 배드민턴선수권대회 여자 단식 준우승
- 2007 싱가폴 세트라잇 배드민턴선수권대회 여자 단식 준우승
- 2006 세계 주니어 선수권 혼합단체 우승
- 2006 인천 세계주니어 배드민턴선수권대회 여자 단식 3위